# Bob Holly
Robert William "Bob" Howard (født 29. januar 1963) er en amerikansk fribryder, der i øjeblikket kæmper for WWE hvor han er et etableret navn som Hardcore Holly eller bare Bob Holly. Bob Holly er bl.a. tidligere WWE Hardcore champion, WWE Tag Team champion og har én enkelt gang udfordret WWE mesterskabet mod Brock Lesnar, men tabte.